# 宣靖陵站
宣靖陵站（：／ Seonjeongneung yeok */?）是首爾地鐵9號線與水仁·盆唐線沿線交會的一座轉乘車站，位於韓國首爾特別市江南區三成洞宣陵路與奉恩寺路交叉路口。盆唐線的韓語副站名為「韓國科學創意財團」（한국과학창의재단），以鄰近的韓國科學創意財團命名。

## 車站結構
剪票閘口位於地下1層，地下4層為轉乘通道。9號線月台設於地下3層，盆唐線月台則設於地下5層。
兩線站體均為2面2線的側式月台構造，候車月台皆設有月台幕門，並有出口共4處。

### 9號線月台

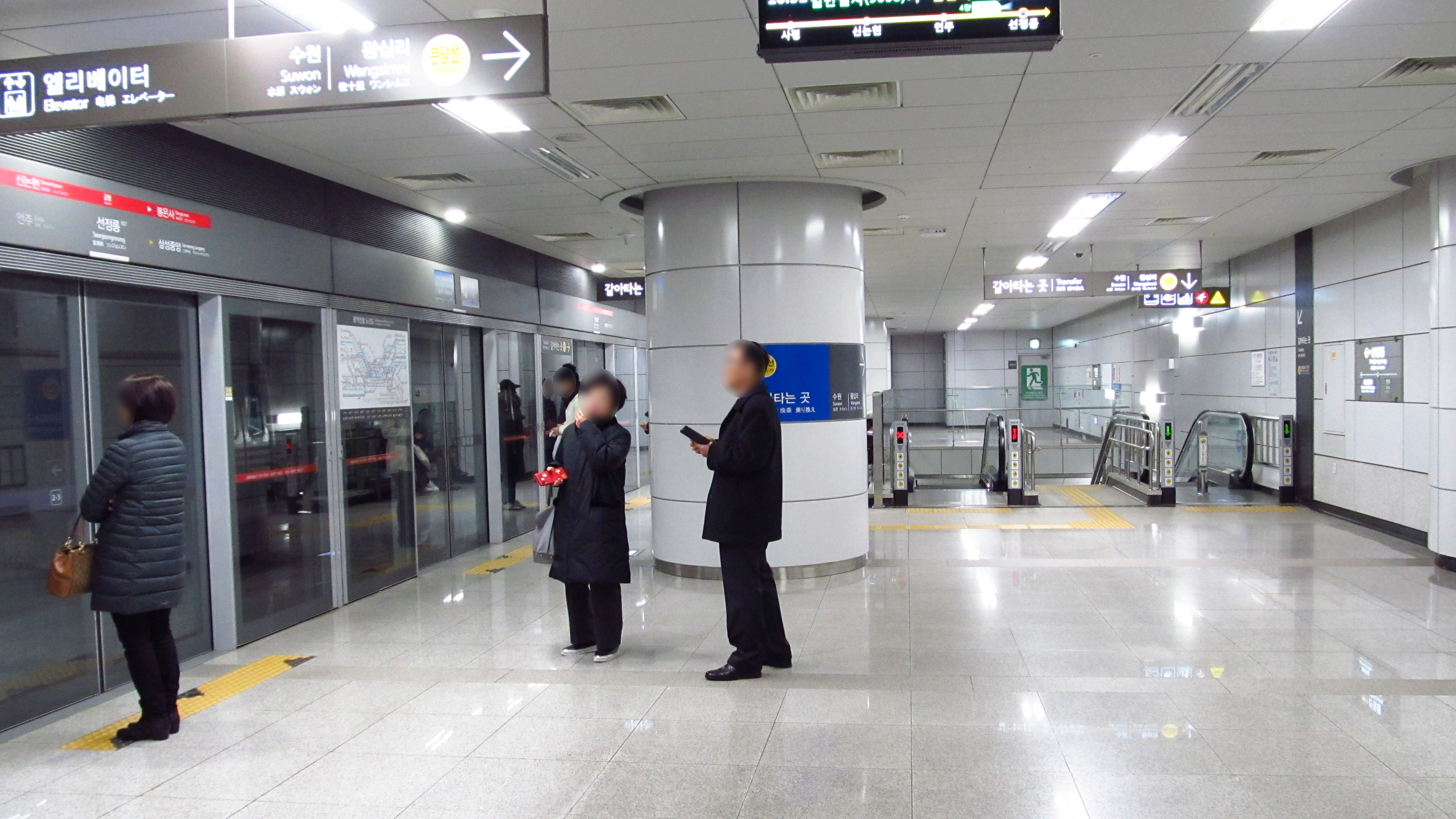
9號線候車月台

| 彥州 ↑     |
| \| 上      |
| ↓ 三成中央 |

| 月台 | 路線           | 目的地                                           |
| ---- | -------------- | ------------------------------------------------ |
| 上行 | ●首爾地鐵9號線 | 銅雀、鷺梁津、堂山、開花方向                     |
| 下行 | ●首爾地鐵9號線 | 綜合運動場、石村、奧林匹克公園、中央報勳醫院方向 |

### 水仁·盆唐線月台

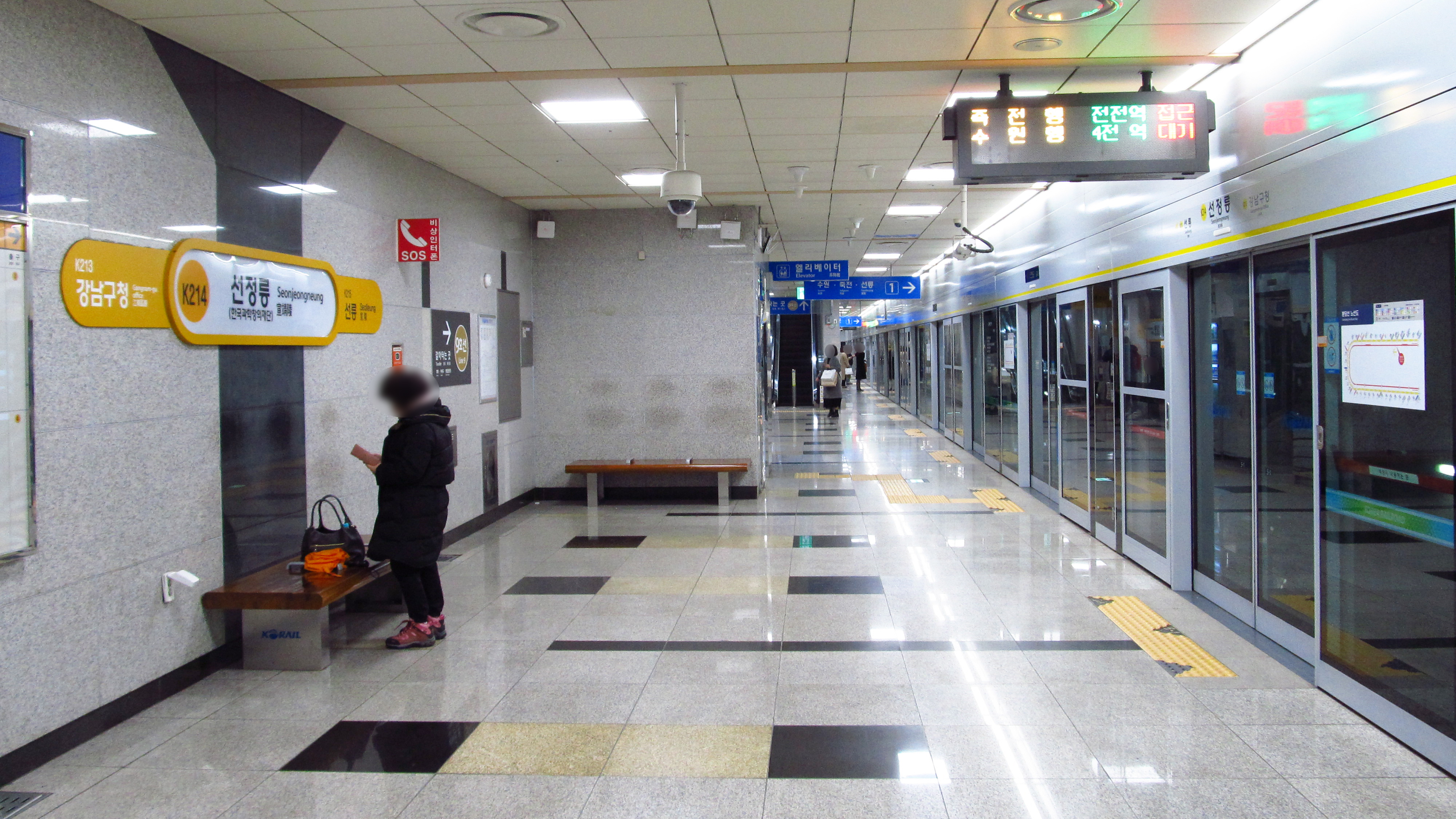
盆唐線候車月台

| ↑ 江南區廳 |
| \| １      |
| 宣陵 ↓     |

| 月台 | 路線                   | 目的地                       |
| ---- | ---------------------- | ---------------------------- |
| 1    | ●首都圈電鐵水仁·盆唐線 | 宣陵、開浦洞、太平、水原方向 |
| 2    | ●首都圈電鐵水仁·盆唐線 | 江南區廳、首爾林、往十里方向 |

## 歷史
- 2012年10月6日：落成啟用。
- 2015年3月28日：9號線站體開通。

## 車站周邊
- 首爾市江南瑞草教育支援廳
- 江南圖書館
- 江南區衛生所
- 首爾華美達酒店
- 宣靖陵
- 三陵公園
- 三成洞郵局
- 驛三洞郵局
- Block Berry Creative
- IHQ
- Dreamcatcher Company
- 韓國文化財財團（朝鲜语：한국문화재재단）
- 韓國科學創意財團（朝鲜语：한국과학창의재단）
- 国家无形文化财傳授教育館

## 圖片

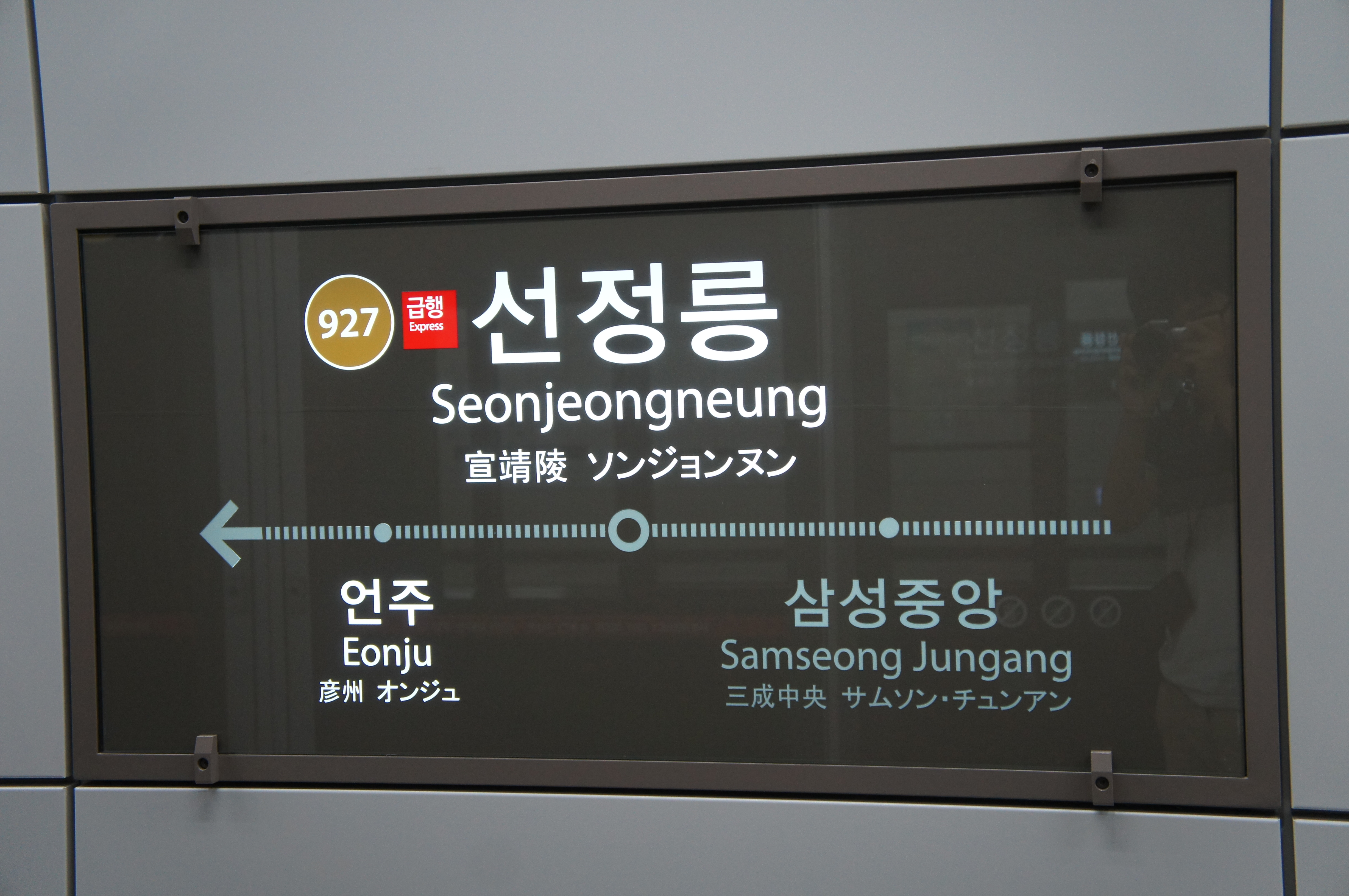
9號線站名牌
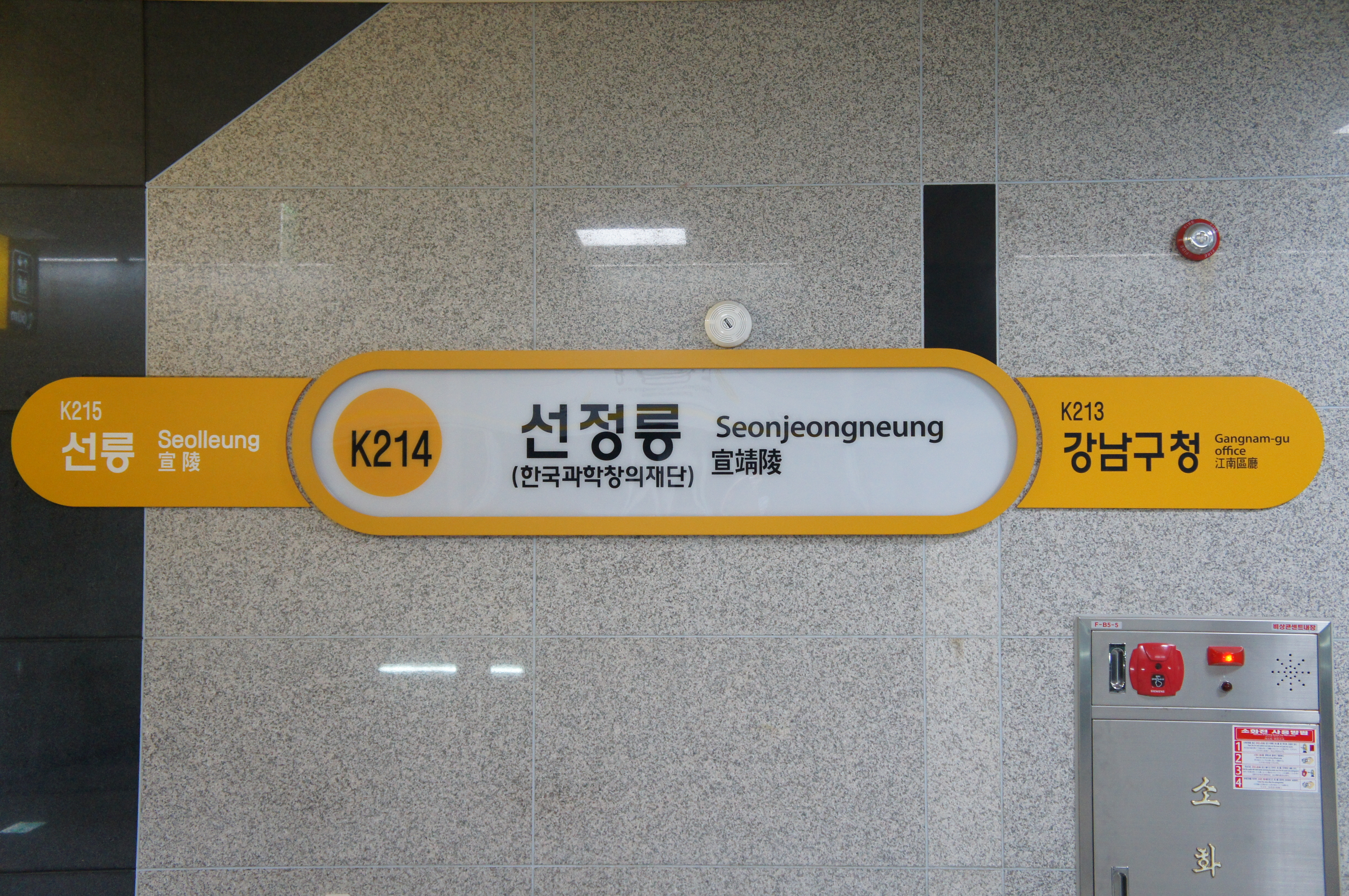
盆唐線站名牌
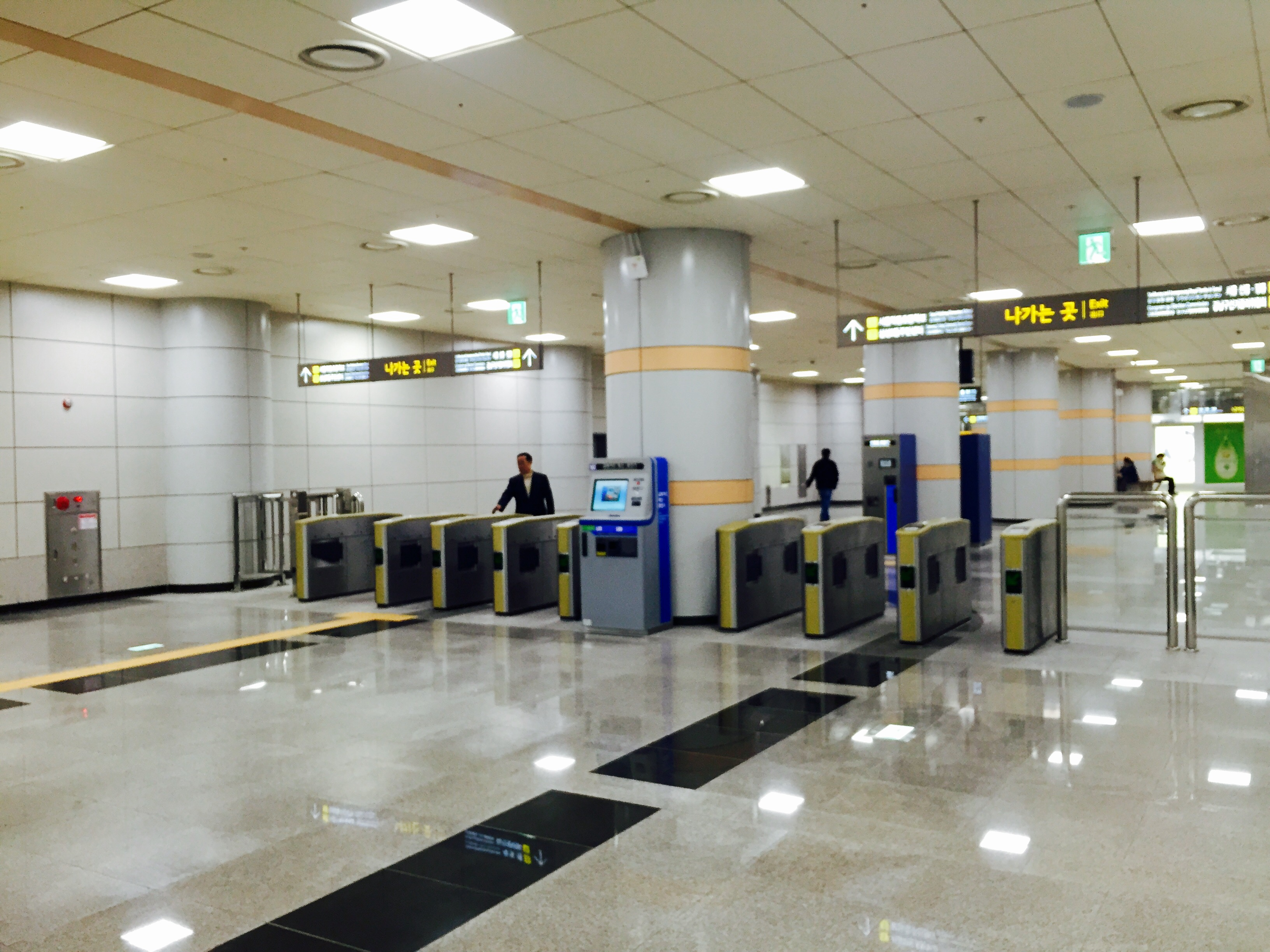
剪票閘口（9號線側）
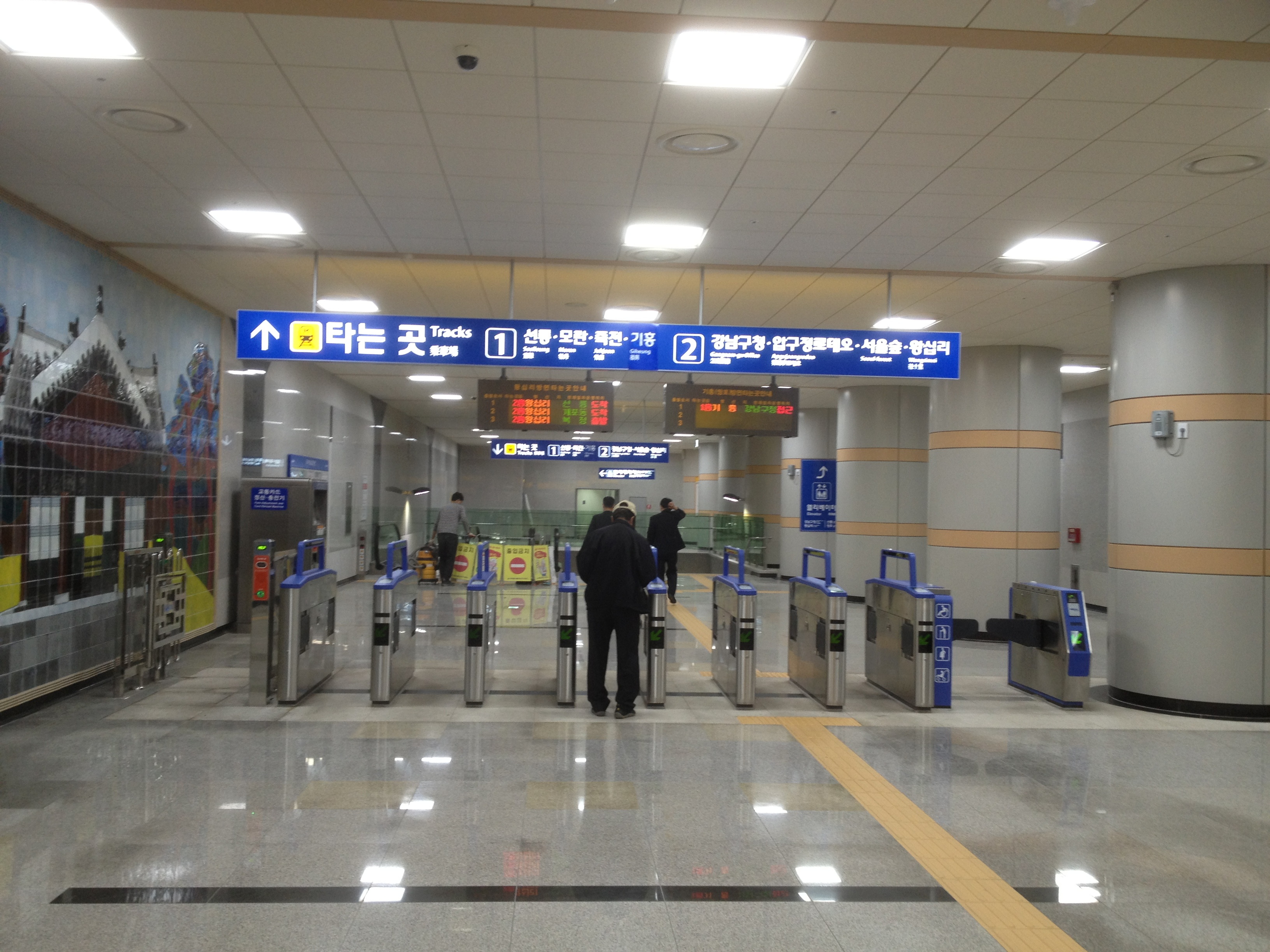
剪票閘口（盆唐線側）
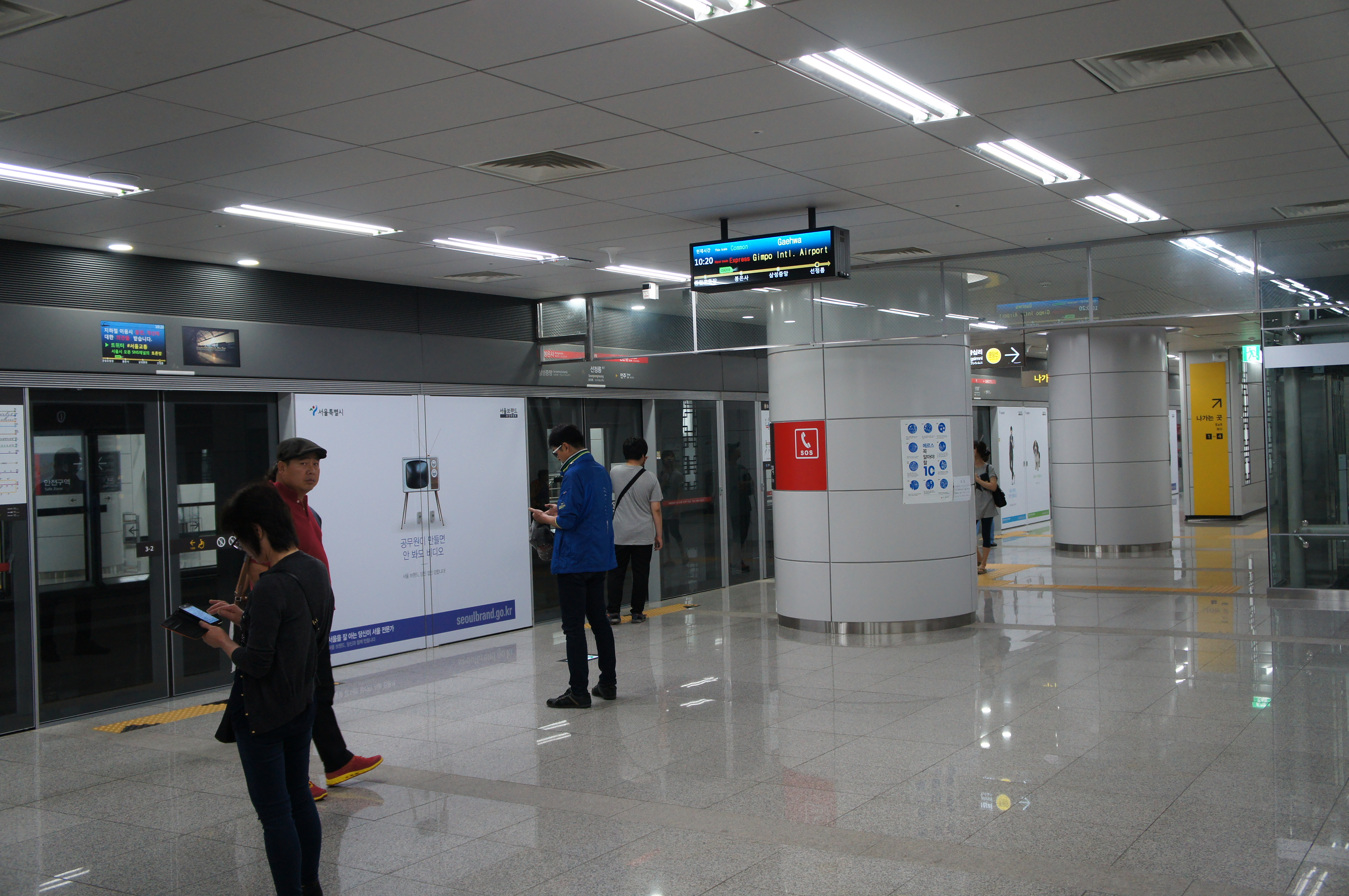
9號線月台
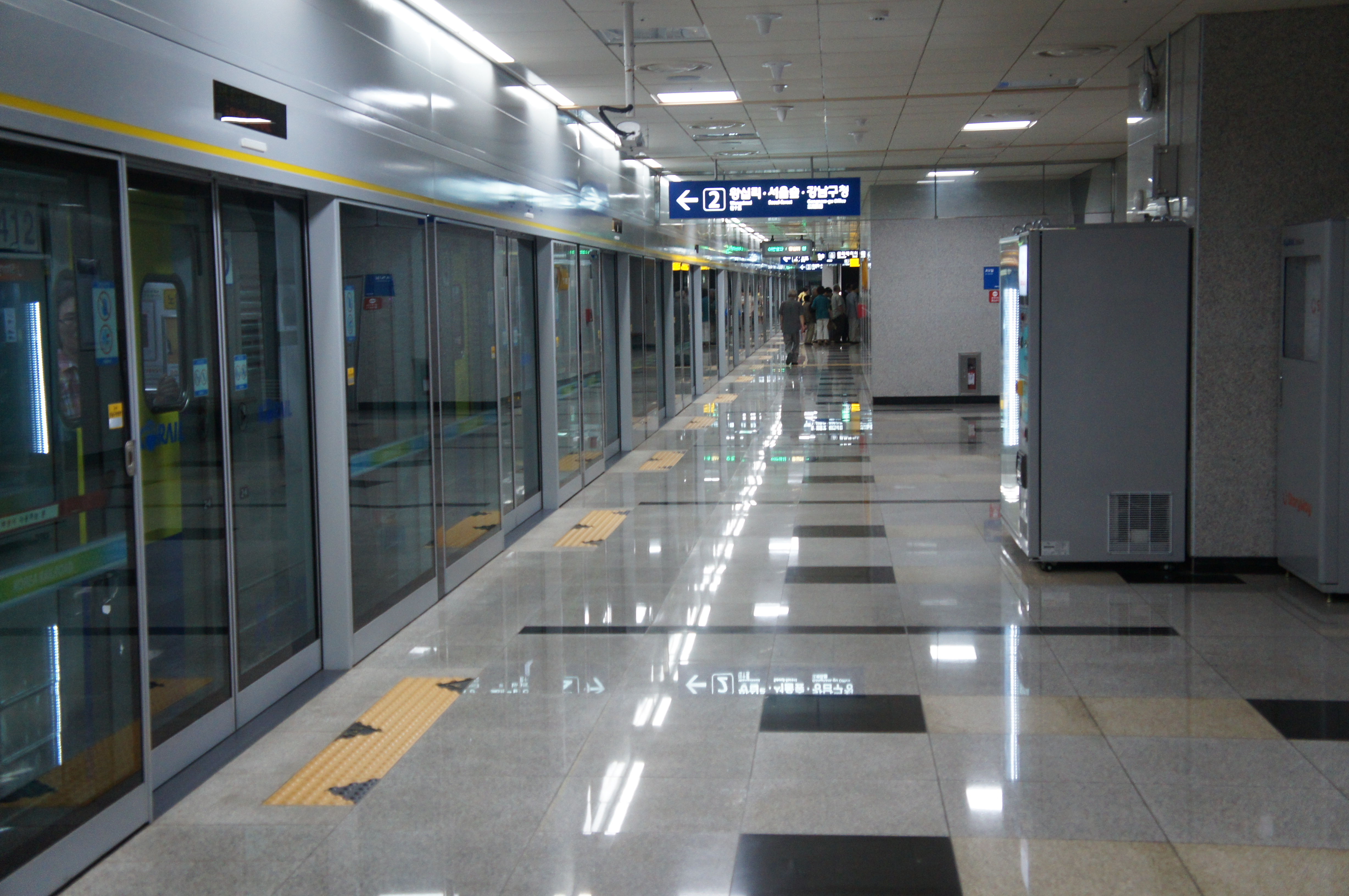
盆唐線月台
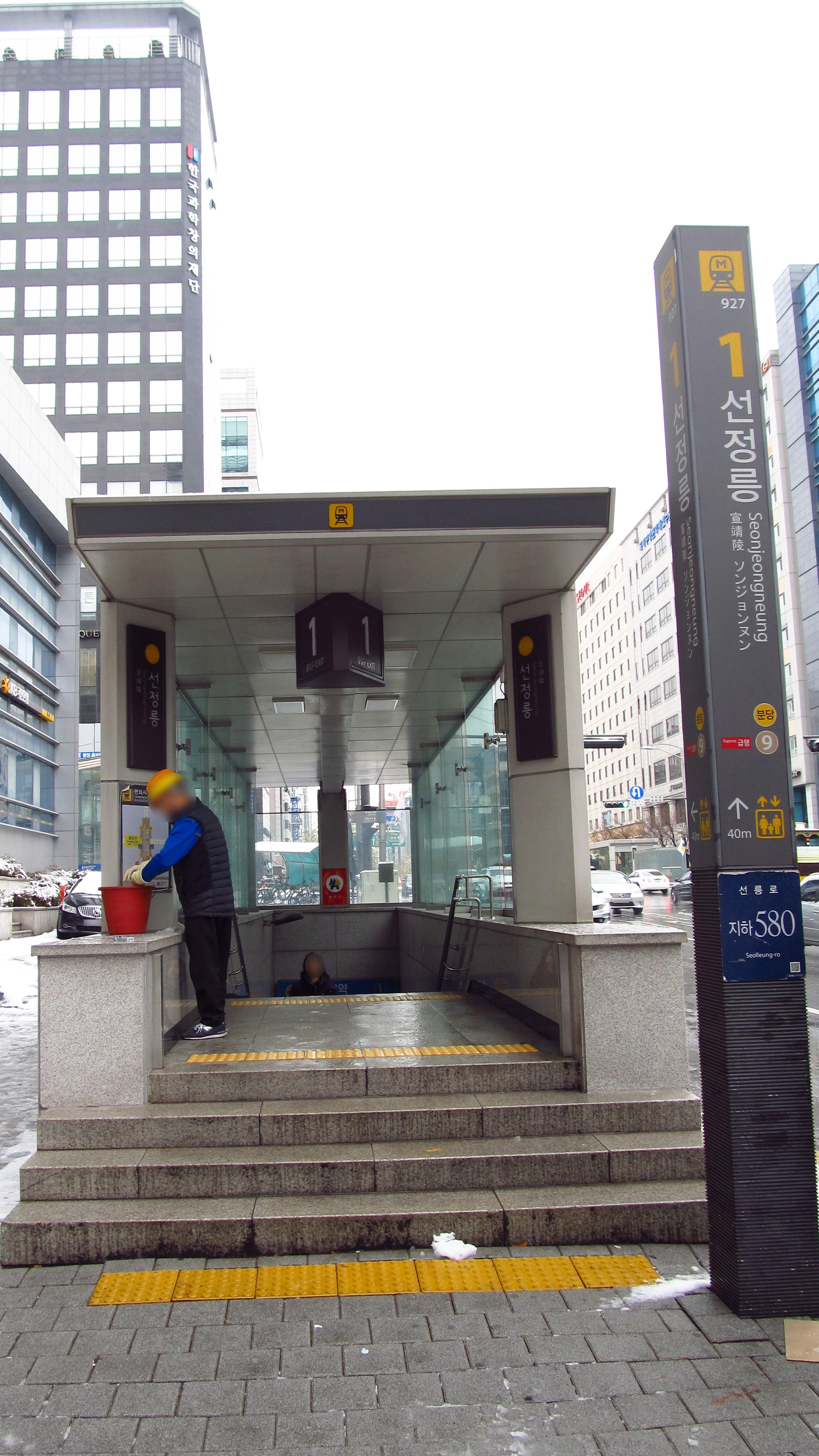
1號出口

## 相鄰車站
首爾交通公社
●首爾地鐵9號線
急行
新論峴（925）－宣靖陵（927）－奉恩寺（929）
一般
彥州（926）－宣靖陵（927）－三成中央（928）
韓國鐵道公社
●首都圈電鐵水仁·盆唐線
盆唐急行、緩行
江南區廳（K213）－宣靖陵（K214）－宣陵（K215）